# Pollenia fulvipalpis
Pollenia fulvipalpis är en tvåvingeart som först beskrevs av Macquart 1835.  Pollenia fulvipalpis ingår i släktet vindsflugor, och familjen spyflugor.
Artens utbredningsområde är Frankrike. Inga underarter finns listade i Catalogue of Life.